# Cylindrotoma seticornis
Cylindrotoma seticornis är en tvåvingeart som beskrevs av Alexander 1964. Cylindrotoma seticornis ingår i släktet Cylindrotoma och familjen mellanharkrankar. Inga underarter finns listade i Catalogue of Life.